# راکت اینترنت
راکت اینترنت SE، یک شرکت اینترنتی اروپایی است که مقر آن در برلین قرار دارد. این شرکت استارت‌آپ‌های آنلاین را می‌سازد و سرمایه‌گذاری‌های مختلفی از شرکت‌های خرده‌فروشی اینترنت دارد. مدل این شرکت به عنوان یک استارت‌آپ استودیو یا یک venture builder شناخته شده‌است.
این شرکت فضای دفتر را برای شرکت‌های جدید در مقر خود در برلین، با پشتیبانی IT، خدمات بازاریابی و دسترسی به سرمایه گذاران فراهم می‌کند. تا سال ۲۰۱۶، راکت اینترنت دارای بیش از ۲۸٬۰۰۰ کارمند در سراسر شبکه جهانی این شرکت‌هایش بود که شامل بیش از ۱۰۰ شرکت فعال در ۱۱۰ کشور است.
در ایران نیز، راکت‌اینترنت به‌طور غیرمستقیم بر استارت‌آپ‌های بامیلو، اسنپ، اسنپ‌فود و … سرمایه‌گذاری کرده. 

## تاریخچه
این شرکت در سال ۲۰۰۷ توسط سه برادر به نام‌های مارک، الیور و الکساندر سَموِر تأسیس شد.

## شبکهٔ شرکت‌ها
راکت‌اینترنت از استراتژی شرکت‌های ساختمانی بر پایه مدل‌های کسب‌وکار مبتنی بر اینترنت استفاده می‌کند. براساس بیانیه‌های مالی راکت‌اینترنت، این شرکت به ویژه بر روی غذا، مد، خانه، زندگی و سفر تمرکز دارد. سرمایه‌گذاری‌های راکت‌اینترنت در شرکت‌های زیر است:

## جنجال
این شرکت به خاطر استراتژی تقلیدی خود در تأسیس شرکت‌های نوپا که مدل‌های تجاری شرکت‌های موفق و موفق دیگر را تکرار می‌کنند مورد انتقاد قرار گرفته‌است.

## برای مطالعهٔ بیشتر
- موشک اینترنت حمایت جهانی پس‌انداز گروه افزایش €19M. جهانی پس‌انداز گروه: Investoren gehen auf Schnäppchenjagd. 19 اکتبر ۲۰۱۷
- Orlando, Paul (2014). Startup Sacrilege for the Underdog Entrepreneur. p. 48. Retrieved 29 April 2015.
- Steve O'Hear. "Rocket Internet Acquires Restaurant Delivery Service Volo". TechCrunch. AOL. Retrieved 29 April 2015.
- "Rocket Internet Buys Food-Delivery Startup Volo". pymnts.com. Retrieved 29 April 2015.
- Ingrid Lunden. "Rocket Internet Fashion Group GFG Raises $35M, Poaches Amazon Exec To Lead It". TechCrunch. AOL. Retrieved 29 April 2015.
- Steve O'Hear. "Rocket Internet Backs European Restaurant Delivery Service Take Eat Easy". TechCrunch. AOL. Retrieved 29 April 2015.
- Steve O'Hear. "Foundations of Marketing". TechCrunch. AOL. Retrieved 29 April 2015.